# アステリックスとヴァイキング
『アステリックスとヴァイキング』（英: Asterix and the Vikings、仏: Astérix et les Vikings、丁: Asterix og Vikingerne）は、2006年のデンマーク・フランスのアニメーション・アドベンチャー映画。漫画『アステリックス』のアルバム（単行本）「アステリックスとノルマン人」を基にしている。

## キャスト
| 役名                              | 英語                         | フランス語                                |
| --------------------------------- | ---------------------------- | ----------------------------------------- |
| ゴウデュリックス                  | ショーン・アスティン         | ロラント・ドイチュ                        |
| オベリックス                      | ブラッド・ギャレット         | ジャック・フランツ                        |
| アステリックス                    | ポール・ジアマッティ         | ロジェ・カレル                            |
| アバ                              | エヴァン・レイチェル・ウッド | サラ・フォレスティエ                      |
| オラフ / オードラルファベティクス | ディードリッヒ・バーダー     | ミシェル・ヴィーニェ ベルナール・メトロー |
| イデフィックス / SMS・ピジョン    | ディー・B・ベイカー          | ロジェ・カレル バーバラ・ティシエ         |
| パノラミックス / ナレーター       | ジェフ・ベネット             | バニア・ヴィラーズ ピエール・チェルニア   |
| オセアノニクス                    | コーリー・バートン           | リュック・フロリアン                      |
| ボーンマイン                      | グレイ・デリスル             | マリオン・ゲーム                          |